# Jesse D. Bright
Jesse David Bright (18 de dezembro de 1812 – 20 de maio de 1875) foi um político norte-americano que atuou como o nono tenente-governador do estado de Indiana e senador dos Estados Unidos por Indiana. Durante seu mandato no Senado, exerceu a função de presidente pro tempore em três ocasiões. Bright foi o único senador oriundo de um estado do Norte a ser expulso do Congresso por demonstrar simpatia à Confederação. Como integrante do grupo conhecido como Copperheads, posicionou-se contra a Guerra Civil Americana. Manteve frequente rivalidade política com Joseph A. Wright, então governador de Indiana e figura de destaque do Partido Republicano no estado.
Bright possuía 21 escravos em Kentucky.

## Início da vida e carreira
Em 1834, foi eleito juiz do tribunal de sucessões do Condado de Jefferson, Indiana. Atuou como marechal dos Estados Unidos para o distrito de Indiana entre 1840 e 1841 e, em seguida, foi membro do Senado Estadual de Indiana de 1841 a 1843. Em 1842, foi eleito tenente-governador de Indiana, exercendo o cargo entre 1843 e 1845.